# Euphorbia buruana
Euphorbia buruana ist eine Pflanzenart aus der Gattung Wolfsmilch (Euphorbia) in der Familie der Wolfsmilchgewächse (Euphorbiaceae).

## Beschreibung

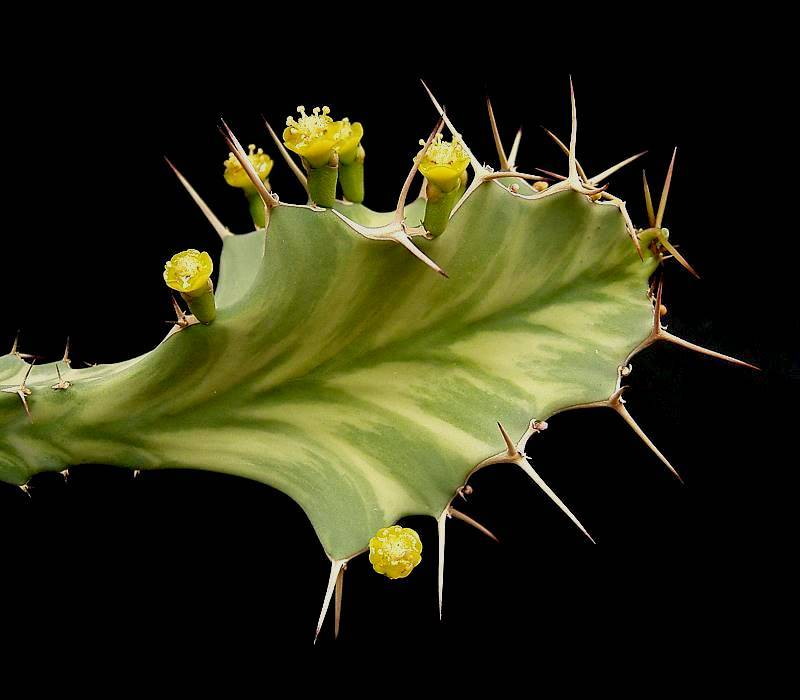
Blüten

Die sukkulente Euphorbia buruana ist ein reichverzweigter Zwergstrauch mit stark reduzierter unterirdischer Hauptsprossachse und erreicht Wuchshöhen von 60 cm. Ihre große rübenförmige Wurzel besitzt einen Durchmesser von etwa 10 cm. Die Zweige besitzen einen Durchmesser von 25 bis 35 mm und weisen eine graugrüne Färbung mit auffällig blassgelbgrüner Zeichnung von 1 bis 2 mm Breite auf mit zwei bis drei Einschürrungen zwischen den Dornenschildern langgezogen und teilweise verschmelzend. Die zwei Paare von Dornen besitzen Längen zwischen 1 und 20 mm und sind stets ungleich lang. Die Blätter sind rudimentär und kurzlebig.
Die einzeln an 3 bis 4 mm langen Stielen stehenden Blütenstände bestehen aus drei gelben vertikal angeordneten Cyathien.

## Ähnliche Art
Euphorbia leontopoda S.Carter ist Euphorbia buruana ähnlich. Diese hat jedoch 10 bis 35 mm lange Dornen und stets verschmelzende Dornenschilder.

## Vorkommen
Euphorbia buruana ist in Tansania, Kenia und Uganda verbreitet und wächst dort zwischen Gras in offenem Buschland, auf sandigen Böden, in Höhenlagen zwischen circa 600 und 1100 Meter.

## Erstbeschreibung
Die Erstbeschreibung von Euphorbia buruana erfolgte 1904 in Botanische Jahrbücher für Systematik, Pflanzengeschichte und Pflanzengeographie Band 34, S. 85 durch Ferdinand Albin Pax.